# Solanum hjertingii
Solanum hjertingii är en potatisväxtart som beskrevs av John Gregory Hawkes. Solanum hjertingii ingår i släktet skattor som ingår i familjen potatisväxter. Inga underarter finns listade i Catalogue of Life.